# John V. Luce
John Victor Luce (* 21. Mai 1920 in Dublin; † 11. Februar 2011) war ein irischer Historiker.
Luce war Professor für Klassische Altertumswissenschaft am Trinity College in Dublin und Sprecher der Universität. Von ihm stammen zahlreiche Schriften zur griechischen Antike.

## Veröffentlichungen (Auswahl)
- Atlantis. Legende und Wirklichkeit. Lübbe, Bergisch Gladbach 1969, ISBN 3-7857-0032-6
- Archäologie auf den Spuren Homers. Lübbe, Bergisch Gladbach 1975, ISBN 3-404-00849-9
- Die Landschaften Homers. Klett-Cotta, Stuttgart 2000, ISBN 3-608-94279-3